# Tymczasowy Komitet Krajowy Polskiej Partii Socjalistycznej
Tymczasowy Komitet Krajowy Polskiej Partii Socjalistycznej – jeden z odłamów PPS w okresie 1989–1990.
Grupa powstała 19 lutego 1989 w Krakowie z części działaczy PPS-Rewolucji Demokratycznej i PPS Jana Józefa Lipskiego, tworząc odrębną strukturę pod nazwą Porozumienie Prasowe PPS, której celem miała być integracja środowisk socjalistycznych. Główny trzon struktury tworzyli działacze PPS-RD, członkowie Centralnego Komitetu Wykonawczego Grzegorz Ilka, Jacek Pawłowicz i Małgorzata Ponulak, wskazując jako przyczynę ewolucję PPS-RD „w partię typu lewackiego”. 
27 maja 1990 w Lublinie Porozumienie Prasowe PPS powołało Tymczasowy Komitet Krajowy PPS w składzie: przewodniczący – Grzegorz Ilka (Warszawa), wiceprzewodniczący – Adam Bobryk (Siedlce), sekretarz – Robert Buszta (Warszawa), skarbnik – Jacek Giżyński (Warszawa), pozostali członkowie – Jacek Pawłowicz (Płock), Maciej Nowicki (Gdańsk), Jarosław Rożak (Jastrzębie), Dariusz Mazurek (Lublin), Krzysztof At-Adamczuk (Warszawa). Rzecznikiem prasowym TKK PPS był Jacek Pawłowicz. Po połączeniu z kolejnymi grupami 17 grudnia 1989, wybrano nowe władze w składzie: przewodniczący Grzegorz Ilka, zastępcy przewodniczącego: Aleksander Achmatowicz, Adam Bobryk, sekretarz: Małgorzata Ponulak, skarbnik: Jacek Giżyński oraz: Jacek Pawłowicz, Andrzej Szewczuwaniec, Tomasz Truskawa. Rzecznik prasowy: Krzysztof Karwowski.
TKK PPS wydawało następujące tytuły prasowe: „Gazeta Jastrzębska” (Jastrzębie Zdrój); „Iskra” (Pionki); „Fala” (Lublin); „Robotnik Mazowiecki” (Płock); „Robotnik Trójmiasta” (Gdańsk); „Walka” (Lublin); „Warszawianka” (Warszawa redaktorzy Małgorzata Motylińska i Tomasz Truskawa); „Biuletyn Informacyjny PPS” oraz reprint „Robotnika” – organu CKZ PPS na Obczyźnie.
W maju 1990 wystąpiła w wyborach samorządowych wspólnie z ugrupowaniem PPS-Rewolucja Demokratyczna.
W październiku 1990 połączyła się na XXV Kongresie PPS w jednolitą Polską Partię Socjalistyczną.